# Lipurometriocnemus vixlobatus
Lipurometriocnemus vixlobatus är en tvåvingeart som beskrevs av Ole Anton Saether 1982. Lipurometriocnemus vixlobatus ingår i släktet Lipurometriocnemus och familjen fjädermyggor. Inga underarter finns listade i Catalogue of Life.